# Olotelus mixaderoides
Olotelus mixaderoides là một loài bọ cánh cứng trong họ Elateridae. Loài này được Baguena miêu tả khoa học năm 1962.